# Savignac-les-Églises
Savignac-les-Églises is een gemeente in het Franse departement Dordogne (regio Nouvelle-Aquitaine) en telt 934 inwoners (2004). De plaats maakt deel uit van het arrondissement Périgueux.

## Geografie
De oppervlakte van Savignac-les-Églises bedraagt 21,9 km², de bevolkingsdichtheid is 42,6 inwoners per km².

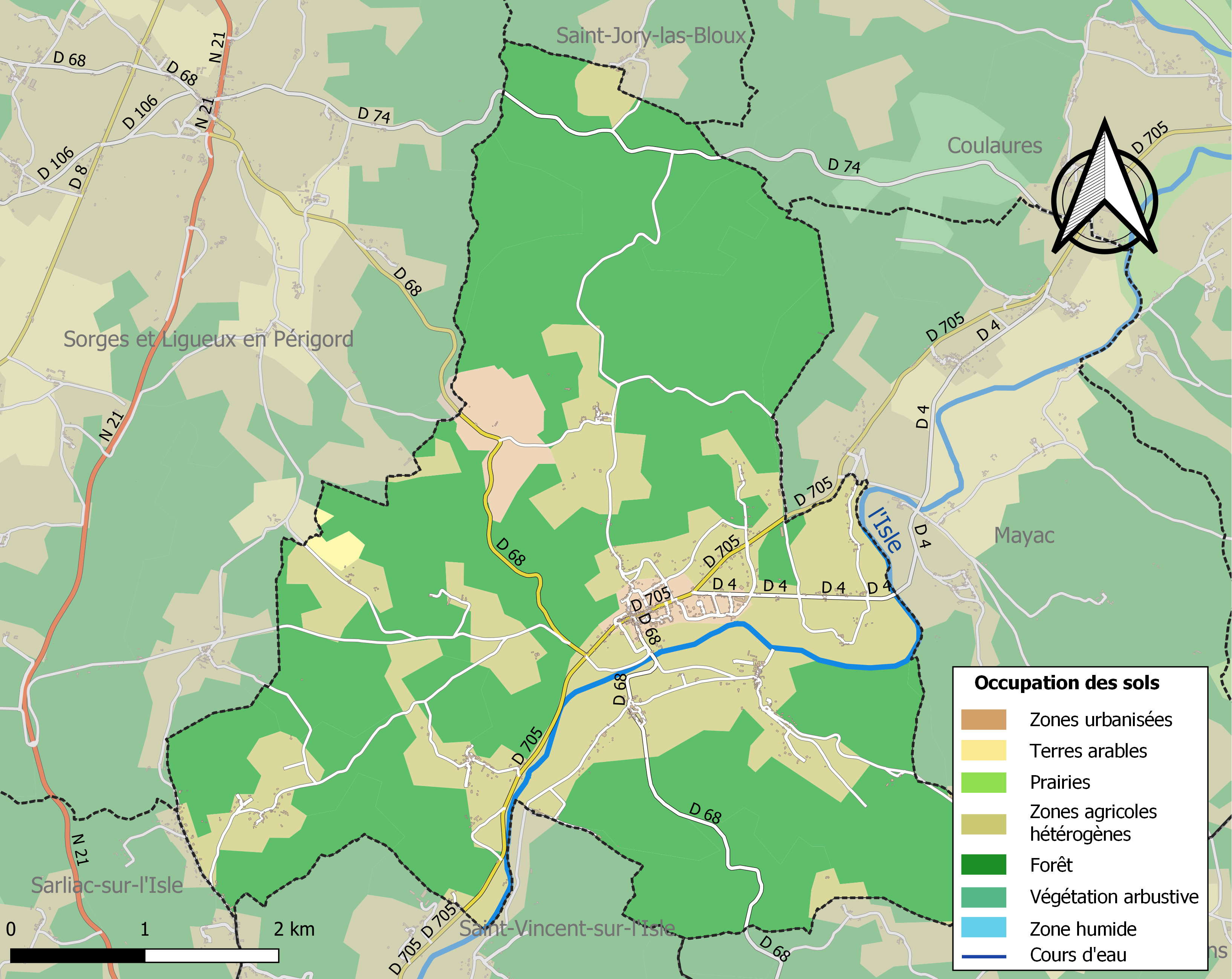
Kaart van de gemeente met de belangrijkste infrastructuur, bodemgebruik en omliggende gemeenten

## Demografie
Onderstaande figuur toont het verloop van het inwonertal (bron: INSEE-tellingen).